# Tắc kè ngày bụi vàng
Tắc kè ngày bụi vàng (Phelsuma laticauda laticauda (Boettger, 1880) (syn. Pachydactylus laticauda Boettger, 1880)) là một phân loài ban ngày của Họ Tắc kè. Nó sống ở phía bắc Madagascar và Comoros, nó đã được cũng du nhập đến Hawaii và đảo Thái Bình Dương khác. Nó thường sinh sống các loại cây cối và nhà cửa. Tắc kè ngày bụi vàng ăn côn trùng và mật hoa.

## Hình ảnh

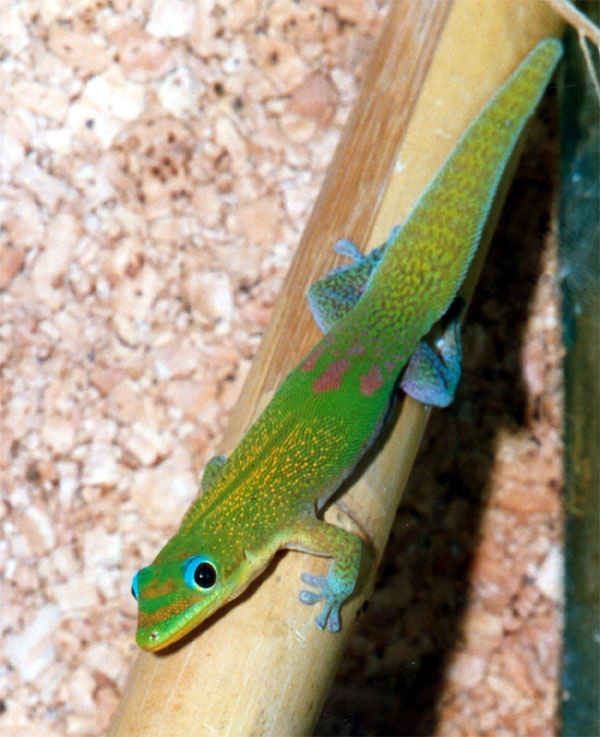
Phelsuma laticauda laticauda
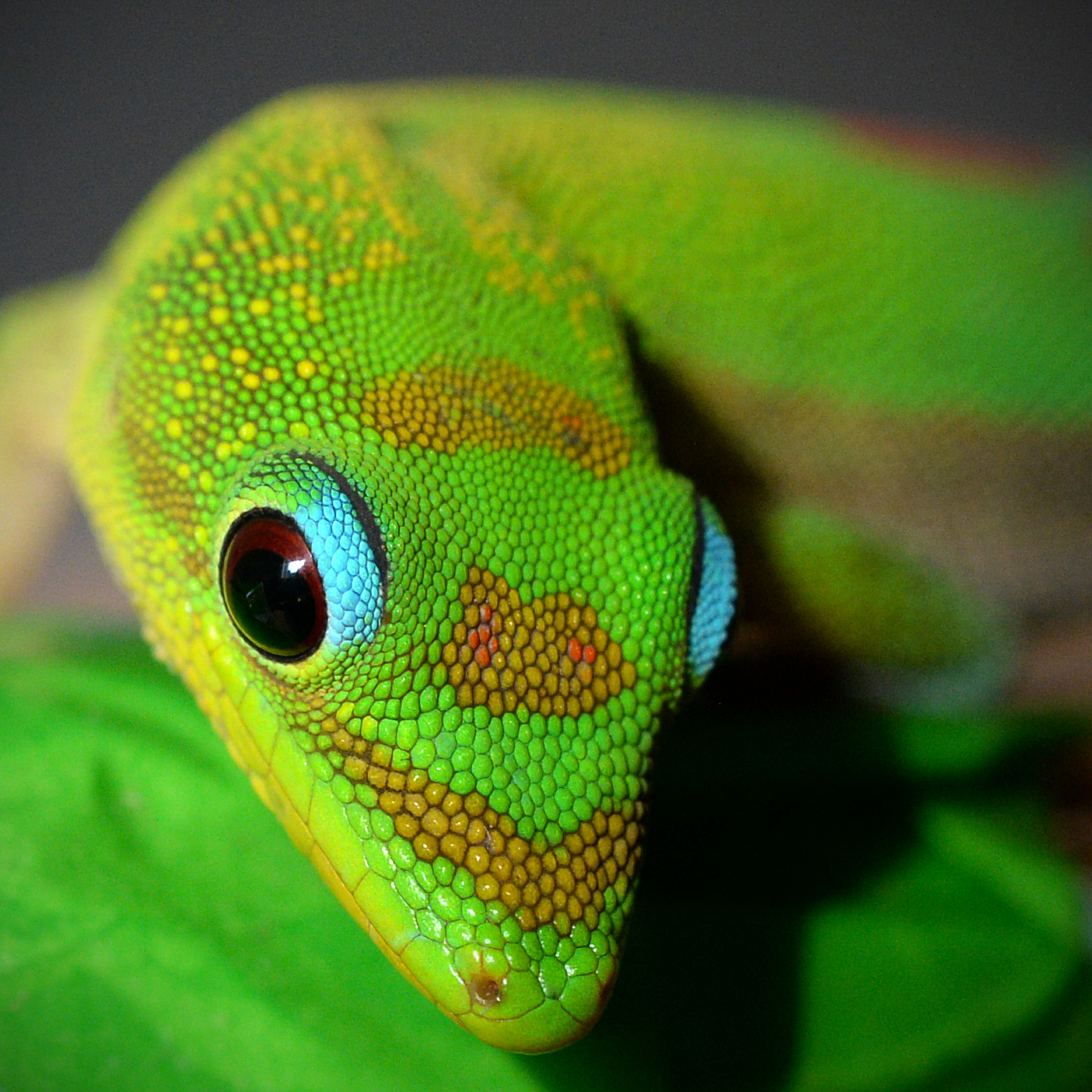
Phelsuma laticauda laticauda ở Holualoa, Hawaii
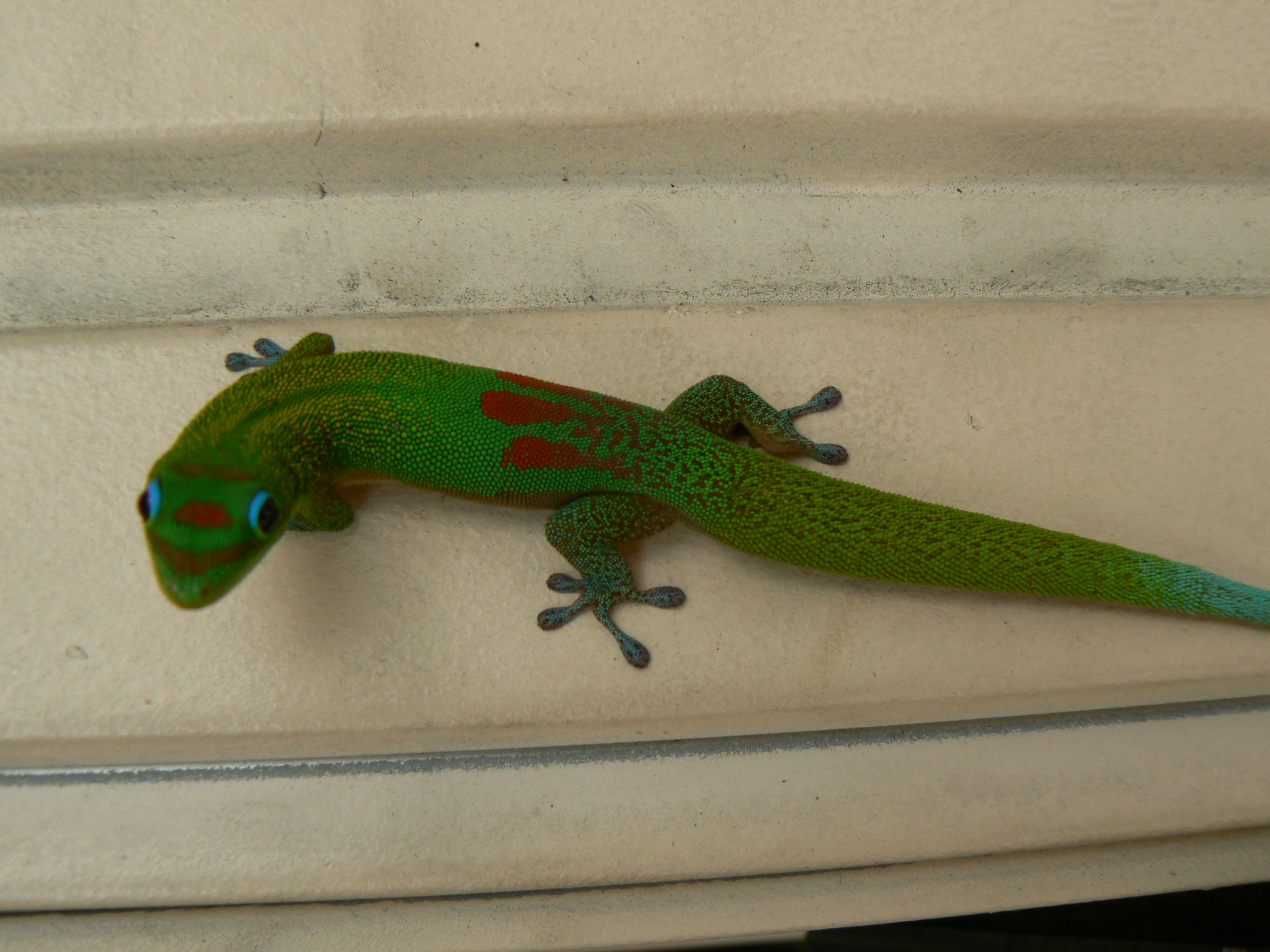
Phelsuma laticauda laticauda ở Hilo, Hawaii